# Takahiro Urashima
Takahiro Urashima (japanisch 浦島 貴大 Urashima Takahiro; * 12. Mai 1988 in Ōtsu, Präfektur Shiga) ist ein japanischer Fußballspieler.

## Karriere
Urashima erlernte das Fußballspielen in der Schulmannschaft der Kitaotsu High School. Seinen ersten Vertrag unterschrieb er 2007 bei MIO Biwako Kusatsu (heute: MIO Biwako Shiga). Am Ende der Saison 2007 stieg der Verein in die Japan Football League auf. Für den Verein absolvierte er 92 Ligaspiele. 2011 wechselte er zum Ligakonkurrenten AC Nagano Parceiro. Für den Verein absolvierte er sieben Ligaspiele. 2012 wechselte er zum Ligakonkurrenten Sagawa Printing. Für den Verein absolvierte er 60 Ligaspiele. 2014 wechselte er zum Drittligisten FC Ryūkyū. Für den Verein absolvierte er 66 Ligaspiele. 2016 wechselte er zum Ligakonkurrenten Blaublitz Akita. Für den Verein absolvierte er 23 Ligaspiele. 2018 wechselte er zum Ligakonkurrenten Fujieda MYFC. 2019 wechselte er zu MIO Biwako Shiga. Für den Verein absolvierte er 30 Ligaspiele. 2020 wechselte er zum Viertligisten Verspah Ōita. Hier stand er drei Spielzeiten unter Vertrag. Für den Verein bestritt er 69 Ligaspiele. Die Saison 2023 stand er beim Viertligisten FC Maruyasu Okazaki in Okazaki unter Vertrag. Nach 16 Ligaspielen wechselte er im Januar 2024 zum Fünftligisten Wyvern Kariya. Der Verein aus Kariya spielt in der Tokai Soccer League (Div.1).